# 赫夫纳湖
赫夫纳湖（英語：Lake Hefner）是美国俄克拉何马州俄克拉何马城西北的一座水库，面积10平方公里。水库建成于1947年，由北加拿大人河和布莱恩县的坎顿水库补给，在西南角同通过一条窄运河与另一座水库奥弗霍尔泽湖相通。赫夫纳湖主要为俄克拉何马城提供生活用水。